# 標準レンズ

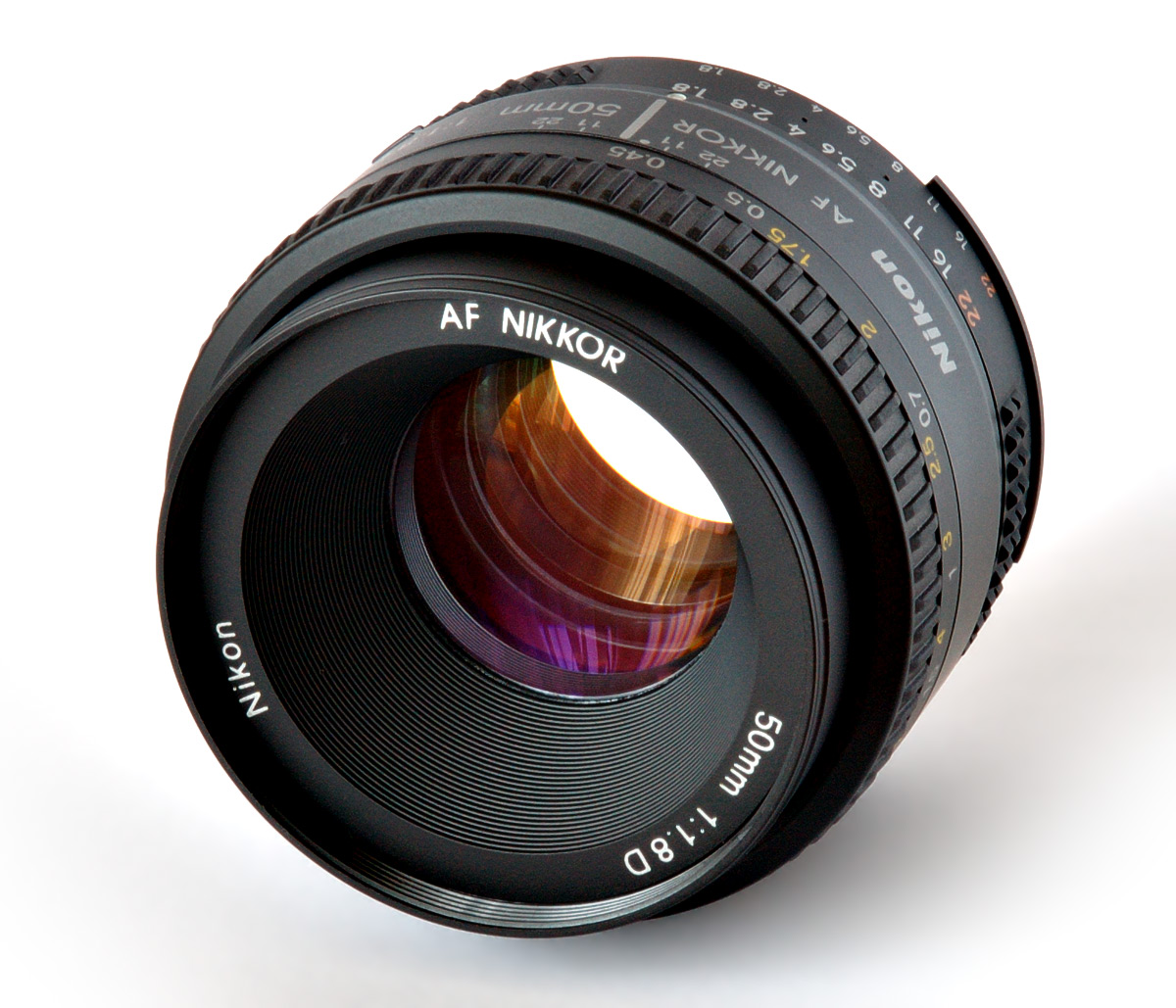
標準レンズ（35mm判）
ニコンAiAFニッコール50mmF1.8D

標準レンズ（ひょうじゅんレンズ）とは、焦点距離による写真レンズの分類の一つである。

## 標準レンズの定義
厳密な定義はないが、人間の視野に近い画角をもつレンズの呼称である。一般的には画角が45-50°程度であり、主なフィルム（撮像面）の大きさと伝統的な焦点距離は、概ね下記の通りである。
- 35mm（ライカ判） - 50mm
- 6×4.5版（セミ判）、6×6版、6×7版 - 80mm
- フォーサーズ - 25mm

標準レンズを基準として、それよりも画角が広いものを広角レンズといい、逆に画角が狭いものを望遠レンズという。

### 代表的な説
標準レンズの基準は諸説あり、下記は代表的な例である。
単なる慣習に過ぎないという説
最も有力。第二次世界大戦前から1950年代の頃までの、135フィルムを利用する小型高級レンジファインダーカメラの双璧であったライカ（いわゆるバルナックライカ）とコンタックスにおいて、デファクトスタンダードであった標準レンズである50mm前後（当時の表現では5cm。なお実測では51mm前後とされ、当時の製造技術などのために機種による揺れや個体差などもある）を標準であると主張するもの。
肉眼の視野に近いとする説
35mm判（ライカ判）における焦点距離50mmの画角（対角線46°・水平40°）が「注視していない時に肉眼で視認できる視野に一番近い」とするが、肉眼に近い画角については28mm説、35mm説、85mm説など諸説ある。
対角線長に基づくとする説
実画面サイズの対角線長に近い焦点距離のレンズを「標準レンズ」とするが、アスペクト比が35mm判では2:3、ハーフサイズ・6×4.5判では約3:4、6×6判では1:1とフォーマットごとに比率が異なるため、「対角線長を基準とするのは無理がある」という異論がある。
但し、この異論に対してもフイルム・受光素子の「イメージサークルに収まる対角線長＝標準焦点」と考え、プリントもトリミングをしなければ「対角線長＝標準レンズ」は事実である。
実画面サイズの対角線長の焦点距離のレンズはパースペクティブが自然である。ポートレート撮影の場合ではモデルとの距離も適度である。
レンズ特性による説
「広角レンズの特性」・「望遠レンズの特性」の両方の特性が弱くなり重なった焦点距離が50mm（35mm判）であるとする説。広角・望遠の特性が弱いゆえにクセのない描写をするため「標準」とする。
そのクセのない標準性ゆえに平凡な描写になりがちであるが、撮影方法の工夫により広角的にも望遠的にも表現が可能である。そのため「標準レンズ愛好者」も存在し、「写真術は標準レンズに始まり標準レンズに終わる」などの格言が存在する。
その他
レンズの交換できるカメラでは、セット販売のレンズを指すこともある。以前は、大口径の50mmレンズもこの性格を有するレンズであった。

### メーカーのインフォメーション
2010年現在、各メーカーが標準レンズと公称している単焦点レンズの焦点距離は、以下の通りである。
| メーカー     | フォーマット                                                        | 焦点距離            | 35mm判換算 焦点距離 | 備考 |  |
| ------------ | ------------------------------------------------------------------- | ------------------- | ------------------- | ---- |  |
| キヤノン     | 35mm判SLR 35mmフルサイズDSLR                                        | 40mm 50mm           |                     |      |  |
| キヤノン     | APS-CサイズDSLR                                                     | 35mm                | 56mm相当            |      |  |
| キヤノン     | APS-CサイズDSLR                                                     | （28mm）            | 44.8mm相当          |      |  |
|              |                                                                     |                     |                     |      |  |
| ソニー       | 35mm判SLR 35mmフルサイズDSLR                                        | 50mm                |                     |      |  |
| ソニー       | APS-CサイズDSLR                                                     | 35mm                | 52.5mm相当          |      |  |
| ソニー       | APS-CサイズDSLR                                                     | （30mm）            | 45mm相当            |      |  |
|              |                                                                     |                     |                     |      |  |
| ニコン       | 35mm判SLR 35mmフルサイズDSLR （ニコンでは「FXフォーマット」と呼ぶ） | 50mm （60mmマクロ） |                     |      |  |
| ニコン       | APS-CサイズDSLR （ニコンでは「DXフォーマット」と呼ぶ）              | 35mm                | 52.5mm相当          |      |  |
| ニコン       |                                                                     |                     |                     |      |  |
| ペンタックス | 中判SLR （セミ判〈6x4.5cm判〉・56mm×41.5mm）                        | 75mm                | 45mm相当            |      |  |
| ペンタックス | 中判SLR（6×7判・55×70mm）                                           | 90mm                | （未発表）          |      |  |
| ペンタックス | 中判SLR（6×7判・55×70mm）                                           | 105mm               | （未発表）          |      |  |
| ペンタックス | 35mm判SLR                                                           | 43mm                |                     |      |  |
| ペンタックス | 35mm判SLR                                                           | 50mm                |                     |      |  |
| ペンタックス | 中判DSLR （センサーサイズ44×33mm）                                  | 55mm                | 44mm相当            |      |  |
| ペンタックス | 中判DSLR （センサーサイズ44×33mm）                                  | 75mm                | 60mm相当            |      |  |
| ペンタックス | APS-CサイズDSLR                                                     | 35mm                | 52.5mm相当          |      |  |
| ペンタックス | APS-CサイズDSLR                                                     | 40mm                | 60mm相当            |      |  |
| ペンタックス | APS-CサイズDSLR                                                     | 43mm                | 66mm相当            |      |  |
|              |                                                                     |                     |                     |      |  |
| ライカ       | Sシステム （センサーサイズ30×45mm）                                 | 70mm                | 56mm相当            |      |  |
| ライカ       | 35mm判SLR 35mmフルサイズDSLR                                        | 50mm                |                     |      |  |

## 標準レンズの実際

### 標準単焦点レンズ

#### ライカ判
135フィルムを画面寸法24×36mmで使用するライカ判フィルムカメラ（及びその影響下にあるカメラ）では、歴史的経緯から、ライカカメラの標準レンズがデファクトスタンダードとして定着した公称焦点距離5cm（実焦点距離51.6mm）が標準レンズとされている。
しかし、画面対角線長から導かれる焦点距離としては約43mmであることからもわかるように5cmはいささか望遠寄りに過ぎる。そのため、前述のライカの標準に倣っている、レンズ交換式のレンジファインダー機や一眼レフ機の固定焦点の標準レンズ等はともかくとして、レンズ非交換式のカメラの固定レンズとしては、その焦点距離が4.5cm〜4cm、あるいはさらに短い3.5cmぐらいまでは標準域として扱われる（広角とはあまり強く言われない）ことが専らであり、3.0cmあたりからが広角扱いということが多い。

#### 35mm判の標準レンズの歴史
ダブルガウス型とゾナー型のそれぞれが誕生するまでの歴史は、ここでは割愛する。どちらもすぐれた構成であり、F2.0よりも明るい標準域のレンズとしては、この2者のどちらかとするのがセオリーとなった。発展当時には、それぞれに利点・欠点はあるが、レンジファインダーカメラ時代にはどちらの設計も多く見られ、中には両者を組み合わせた折衷案とも言えるような設計の写真レンズもあった。しかしライカ判一眼レフカメラのレンズとしては、ゾナーは後群がレフ機構のミラーと干渉することが問題となり、望遠にはゾナーやその類型も残ったものの、大口径標準レンズはダブルガウス型とする他はなかった。
日本の大手各社が一眼レフカメラへ本格的に移行し始めた時代の設計技術や硝材では、しかし、ダブルガウス型でも、ミラーと干渉しないバックフォーカスを確保して、かつ良好な光学性能を有する50mmの大口径レンズの設計は至難で、55mmや58mmといった仕様とするという選択がされた。特にF1.2の大口径レンズの多くは50mmより長い焦点距離のレンズが製造された。
その後、新種ガラスや非球面などの技術的・工学的進歩によるものもあるが、典型的な4群6枚のダブルガウス型に加える変形として、(1)最後端の凸レンズを2枚に分ける (2)前側の第2群を貼合せではなく分離する、という処方により、1970年代には安定して一眼レフカメラ用50mmF1.4が設計されるようになり、定番標準レンズとして2017年現在も製造販売されている。
2000年代には、それまで標準単焦点レンズに消極的だったレンズメーカーにも動きがあった。2006年にレンズメーカーのコシナは、1975年からコンタックス(CONTAX)用として販売されていたプラナー50mmF1.4を硝材の見直しなどによって改良されたものを発売した。2008年にレンズメーカーのシグマが非球面レンズを採用した「50mm F1.4 EX DG HSM」をPIEに参考出品し、その後5月末に正式発表、同年発売された。このレンズは実焦点距離も50mmであり、50mmF1.4としては幾分大型で重い。
2010年代にコシナから発売（「Carl Zeiss」ブランド）された ZEISS Otus 1.4/55 と ZEISS Milvus 1.4/50 は、標準域だが、対称型ではなくレトロフォーカスタイプ（Zeissブランドとしての呼称は「ディスタゴンタイプ」）を採用している。メーカーによれば、レトロフォーカスタイプの設計は、「最適化されたレイパスがミラーレスカメラにとっても理想的」、「長い焦点距離でも画像の隅々まで良質な修正を可能にし、フィールドの歪曲を最低限にとどめ」るもの、としている。

#### 35mm判以外の標準レンズ
他のフォーマットでは、標準レンズの焦点距離は規格化されておらず、メーカーによって「標準レンズ」の焦点距離は異なる。
6×6cm判SLRを例にすると、対角線長は79.2mmであるが、ローライは「75mm」と「80mm」、マミヤのC3系は「105mm」を標準レンズとしている。

### 標準ズームレンズ

#### 総論

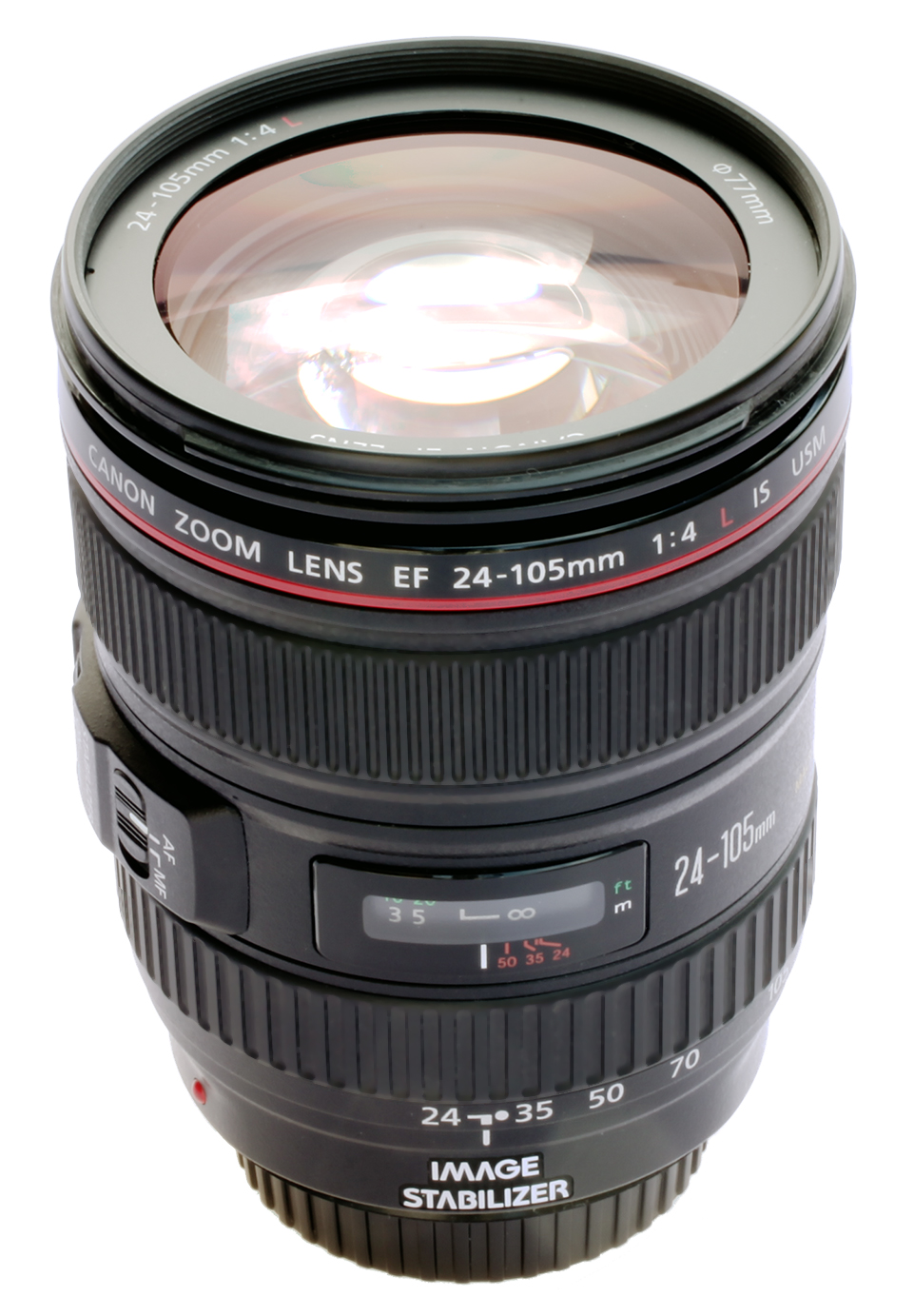
標準ズームレンズ（35mm判）
Canon EF24-105mm F4L IS USM

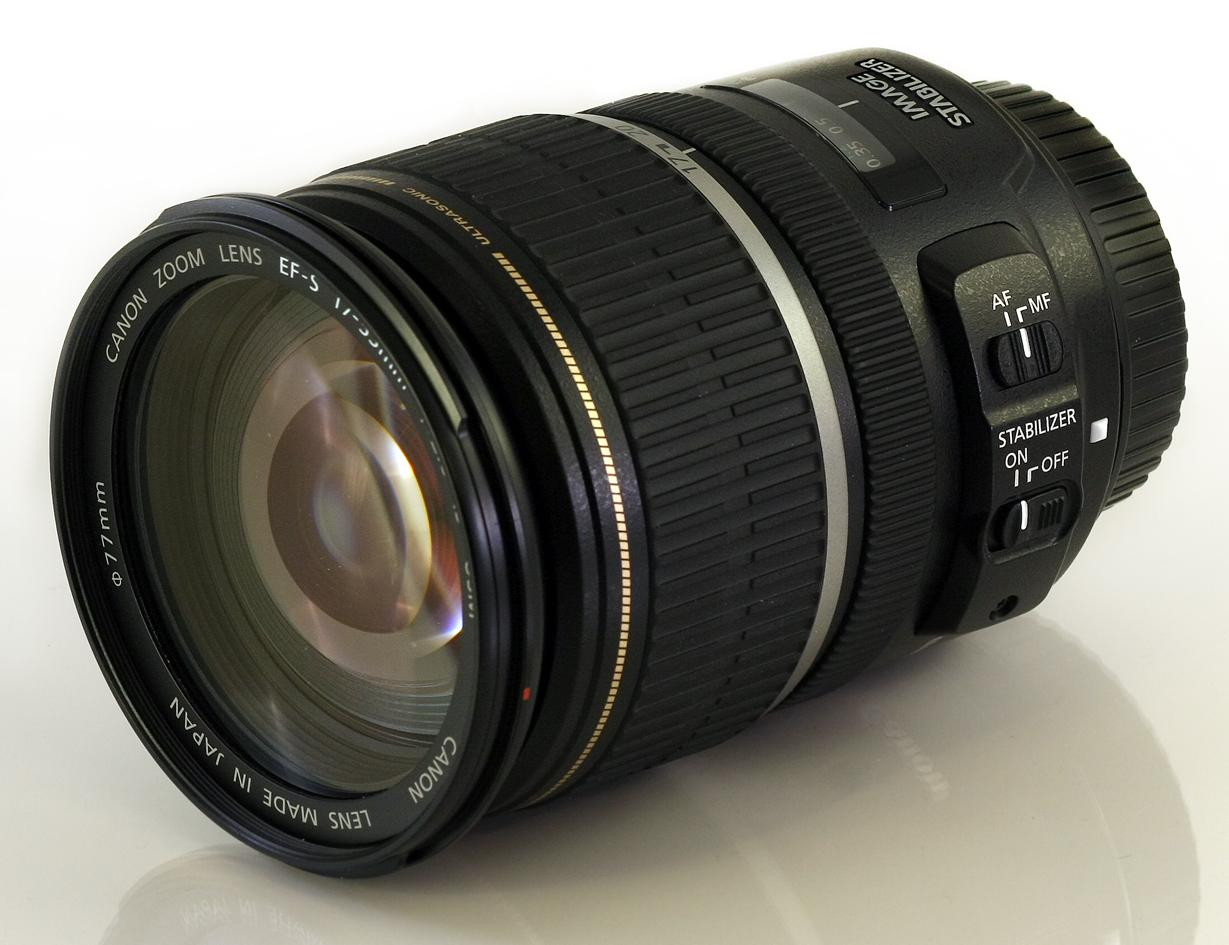
大口径標準ズームレンズ
（APS-Cサイズ専用）
Canon EF-S17-55mm F2.8 IS USM

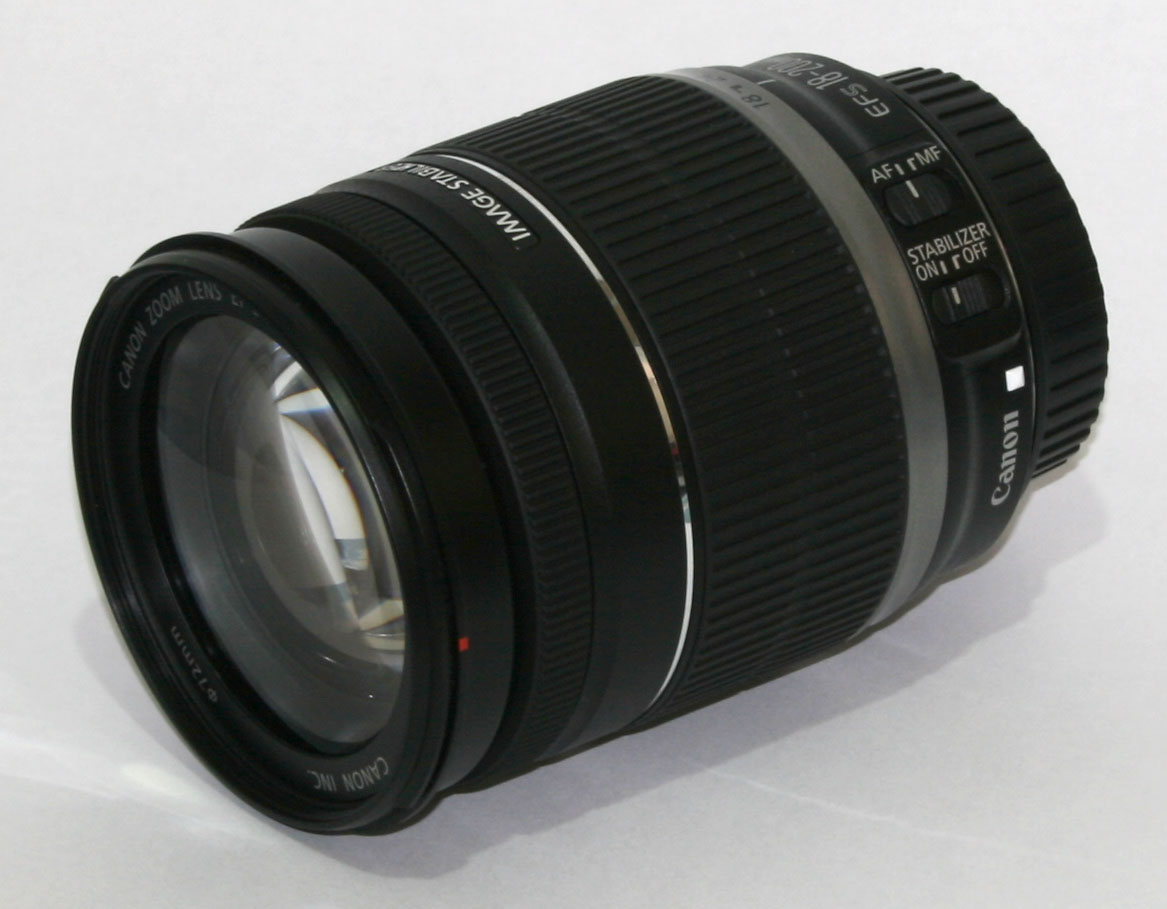
高倍率ズームレンズ
（APS-Cサイズ専用）
Canon EF-S18-200mm F3.5-5.6 IS

標準ズームレンズは、標準域の焦点距離をカバーするズームレンズで、特にそのズーム範囲の広角側と望遠側のだいたい中間に標準域が入っているようなものを指す。標準域の定義は前述のように明確なものは無いので、これについても明確な定義はない。35mm判換算焦点距離で、だいたい35mm〜70mmといったあたりを含むものを指す。
大口径標準ズームレンズ
一般に開放F値がF2.8より明るいズームレンズのことを「大口径ズームレンズ」と呼ぶことがあり、標準ズームの場合「大口径標準ズームレンズ」という。なお以下は大口径ズームレンズ一般に言える話で、大口径「標準」ズームの話は特に無い。一般にズームレンズは特に望遠側が暗くなりがちであるが、そこを望遠端でF2.8（以上）とするのが難しい所であり、俗に「2.8通し」などともいう。設計製造技術が向上しズーム比が大きくなっている近年でも、このクラスでは3倍前後のものが多い。大口径で重いため取り回しは悪く、かつ次で述べる高倍率ズームと違い「これ1本」というレンズにもできない。また、いきおい、設計も製造も難しいため高価であり、プロはともかく一般の購入者は「ハイアマチュア」等と自己規定する向きがある。
高倍率ズームレンズ
ズーム比が6倍程度を超えるようなズームレンズは「高倍率ズームレンズ」と呼ばれることがある。基準はメーカーにより異なる。超広角あるいは超望遠を含ませるのは難しいことから、一般にほとんどの製品が標準ズームで、近年はタムロンの18mm-400mmといったようなスペックも現れてきている。テレ端、ワイド端での収差が目立つものもあるが、旅行用など1本で済むという利点がそれに勝る局面も多い。テレ側の開放値は概ね5.6程度と、普及ズームと同等程度としている製品がもっぱらである。
またレンズ交換式でないカメラでローエンド帯を除いた製品の多くが標準ズームレンズないし、付加価値を狙った製品では高倍率ズームレンズを固定で持つようになったのは、銀塩フィルム時代の末期ごろからである。

#### 標準ズームレンズの歴史
世界で最初の35mm判（ライカ判）カメラ用標準ズームレンズは、1959年に発売されたフォクトレンダーの「ズーマー36-82mmF2.8」である。
日本国内では、1963年12月にニコンから発売されたレンズ組み込み式一眼レフカメラ「ニコレックスズーム35」に搭載された43-86mmF3.5（通称「ヨンサンハチロク」）である。35mm判の対角線長は43.3mmであり、対角線長を基準とすると広角側の43mmは標準レンズに相当する。しかし、35mm判標準レンズの標準である50mmからすると若干広角である。
当初35-70mmで設計を進めていたが、収差補正を行なううちに焦点距離が長くなったという。またそれ以前の1961年にはオートニッコールワイドズーム35-80mmF2.8-4が発表されていた。
なお、これらのズームレンズには光学補正方式を採用している。ズーミングにより焦点が甘くなってしまうが、当時は複雑で精密なカムを量産する技術が確立されていなかったため不可避であった。NC（数値制御）工作機械の登場以降はカムによる機械補正方式となり、ズーミングによる焦点の移動は完全に近く補正されるようになる。
ニコレックスシリーズは商業的に成功したとは言えなかったが、ニコンはヨンサンハチロクをニコンF用交換レンズとした「ズームニッコール オート43-86mmF3.5」を発売、ズーム比が2倍で画質も良いとは言えないものの当時単焦点標準レンズの代わりとなる小型軽量のズームレンズは他になく、人気商品となった。
1973年12月に、キヤノンから「FD35-70mmF2.8-3.5S.S.C.」が発売された。この頃から次第にカメラメーカー・レンズメーカーから、50mm前後をズーム域に含むレンズが登場し出す。1970年代後半にはタムロン・シグマ・トキナー・サンなどのレンズメーカーから安価な35-70mmクラスのレンズが発売され、標準ズームが普及するようになった。

## フォーマットと対角線長

### フィルムカメラ
| フォーマット（通称）     | 実画面サイズ | 対角線長 | 感材           |
| ------------------------ | ------------ | -------- | -------------- |
| ポケットインスタマチック | 13×17mm      | 21.4mm   | 110            |
| インスタマチック         | 26×26mm      | 36.8mm   | 126            |
| ハーフ判                 | 24×18mm      | 30.0mm   | 135            |
| 35mm判（ライカ判）       | 24×36mm      | 43.3mm   | 135            |
| 6x4.5cm判                | 56×41.5mm    | 69.7mm   | 120/220        |
| 6x6cm判                  | 56×56mm      | 79.2mm   | 120/220        |
| 6x7cm判                  | 56×69.5mm    | 89.3mm   | 120/220        |
| 6x8cm判                  | 56×76mm      | 94.4mm   | 120/220        |
| 6x9cm判                  | 56×82.6mm    | 99.8mm   | 120/220        |
| 4x5in判                  | 86×120mm     | 148.0mm  | シートフィルム |
| 4x5in判                  | 95×120mm     | 153.0mm  | シートフィルム |

### デジタルカメラ
| フォーマット（通称）                                  | 撮像素子サイズ | 対角線長 | デジタルカメラの種類                                                                                                |
| ----------------------------------------------------- | -------------- | -------- | --- |
| 35mmフルサイズ                                        | 24×36mm        | 43.2mm   | 35mm判（ライカ判）相当のイメージセンサーを搭載するDSLR                                                              |
| APS-Cサイズ                                           | 23.4×16.7mm    | 28.7mm   | APS-Cサイズ相当のイメージセンサーを搭載するDSLR APS-Cサイズ相当のイメージセンサーを搭載するコンパクトデジタルカメラ |
| フォーサーズシステム （マイクロフォーサーズシステム） | 17.3×13mm      | 21.63mm  | 4/3in相当のイメージセンサーを搭載するDSLR                                                                           |
| 1/1.8in                                               | 7.18×5.32mm    | 8.93mm   | コンパクトデジタルカメラ                                                                                            |
| 1/2in                                                 | 6.40×4.80mm    | 8.00mm   | コンパクトデジタルカメラ                                                                                            |
| 1/2.5in                                               | 5.76×4.29mm    | 7.18mm   | コンパクトデジタルカメラ                                                                                            |